# Bóng đá tại Đại hội Thể thao châu Á 1954
Bóng đá tại Đại hội Thể thao châu Á 1954 được tổ chức tại Manila, Philippines từ 1 tháng 5 đến 8 tháng 5 năm 1954. Tất cả trận đấu tổ chức tại Sân vận động Tưởng niệm Rizal, mỗi trận 80 phút.

## Danh sách huy chương
| Nội dung | Vàng | Bạc | Đồng |
| -------- | --- | --- | --- |
| Nam      | Trung Hoa Dân Quốc (ROC) · Chan Fai-hung · Ho Ying-fan · Mok Chun-wah · Lo Ching-hsiang · Hau Ching-to · Li Chun-fat · Chu Chin-ching · Ng Kee-cheung · Pau King-yin · King Loh-sung · Teng Sheung · Yen Shih-hsin · Tang Sum · Lee Tai-fai · Yiu Cheuk-yin · Sze To-man · Tse Tsu-kuo · Chou Wen-chi · Chu Wing-keung · Hsu Wei-po · Lau Yee · Hau Yung-sang | Hàn Quốc (KOR) · Chu Yung-Kwang · Chung Kook-Chin · Chung Nam-Sik · Min Byung-Dae · Park Kyu-Chung · Park Il-Kap · Ham Heung-Chul · Choi Chung-Min · Kang Chang-Gi · Han Chang-Wha · Kim Ji-Sung · Hong Deok-Young · Lee Chong-Kap · Sung Nak-Woon · Lee Sang-Yi · Choi Kwang-Seok | Miến Điện (BUR) · Ba Kyu · Douglas Steward · Samuel Gordon · Hia Maung · Htoowa Bwe · Kyaw Zaw · Maung Aung · Pe Myint · Perry Dwe · Robert Yin Gyaw · Seaton Aukim · Sein Myint · Sein Pe · Thein Aung · Tin Yyi · Tun Aung |

## Bốc thăm
Bốc thăm được tổ chức trước sự kiện một ngày.
| Bảng A - Trung Hoa Dân Quốc - Việt Nam Cộng hòa - Philippines | Bảng B - Singapore - Pakistan - Miến Điện | Bảng C - Nhật Bản - Indonesia - Ấn Độ | Bảng D - Hàn Quốc - Hồng Kông - Afghanistan |

## Kết quả

### Vòng loại

#### Bảng A
| Đội                | Pld | W | D | L | GF | GA | GD | Pts |
| ------------------ | --- | - | - | - | -- | -- | -- | --- |
| Trung Hoa Dân Quốc | 2   | 2 | 0 | 0 | 7  | 2  | +5 | 4   |
| Việt Nam Cộng hòa  | 2   | 1 | 0 | 1 | 5  | 5  | 0  | 2   |
| Philippines        | 2   | 0 | 0 | 2 | 2  | 7  | −5 | 0   |

| Trung Hoa Dân Quốc                                               | 3 – 2 | Việt Nam Cộng hòa                    |
| ---------------------------------------------------------------- | ----- | ------------------------------------ |
| Lee Tai-fai 17' · Chu Wing-keung 37' (ph.đ.) · Yiu Cheuk-yin 50' |       | Nguyễn Văn Tư 41' · Trần Văn Ứng 65' |

| Philippines             | 2 – 3 | Việt Nam Cộng hòa              |
| ----------------------- | ----- | ------------------------------ |
| Pacheco 51' · Razon 63' |       | Khe On 17' · Mi 31' · Quoc 79' |

| Philippines | 0 – 4 | Trung Hoa Dân Quốc |
| ----------- | ----- | ------------------ |
|             |       |                    |

#### Bảng B
| Đội       | Pld | W | D | L | GF | GA | GD | Pts |
| --------- | --- | - | - | - | -- | -- | -- | --- |
| Miến Điện | 2   | 1 | 1 | 0 | 3  | 2  | +1 | 3   |
| Pakistan  | 2   | 1 | 0 | 1 | 7  | 4  | +3 | 2   |
| Singapore | 2   | 0 | 1 | 1 | 3  | 7  | −4 | 1   |

| Singapore                | 2 – 6 | Pakistan                                           |
| ------------------------ | ----- | -------------------------------------------------- |
| Pang Siang Hock 36', 45' |       | Akhtar 39', 41' · Fakhri 42', 43', 47' · Kutty 52' |

| Miến Điện  | 1 – 1 | Singapore        |
| ---------- | ----- | ---------------- |
| Gordon 60' |       | Foo Hee Jong 31' |

| Miến Điện                | 2 – 1 | Pakistan   |
| ------------------------ | ----- | ---------- |
| Gordon 31' · Sein Pe 35' |       | Fakhri 38' |

#### Bảng C
| Đội       | Pld | W | D | L | GF | GA | GD | Pts |
| --------- | --- | - | - | - | -- | -- | -- | --- |
| Indonesia | 2   | 2 | 0 | 0 | 9  | 3  | +6 | 4   |
| Ấn Độ     | 2   | 1 | 0 | 1 | 3  | 6  | −3 | 2   |
| Nhật Bản  | 2   | 0 | 0 | 2 | 5  | 8  | −3 | 0   |

| Nhật Bản                                        | 3 – 5 | Indonesia                                                              |
| ----------------------------------------------- | ----- | ---------------------------------------------------------------------- |
| Kano 20' (ph.đ.) · Tokita 70' · Takabayashi 80' |       | Ramang 10' · Dhalhar 25' (ph.đ.), 41' (ph.đ.) · Tee San Liong 33', 36' |

| Ấn Độ                        | 3 – 2 | Nhật Bản                       |
| ---------------------------- | ----- | ------------------------------ |
| Moinuddin 6', 28' · D'Sa 42' |       | Takabayashi 47' · Kawamoto 78' |

| Ấn Độ | 0 – 4 | Indonesia                                  |
| ----- | ----- | ------------------------------------------ |
|       |       | Dhalhar 28' (ph.đ.), 80' · Ramang 51', 69' |

#### Bảng D
| Đội         | Pld | W | D | L | GF | GA | GD | Pts |
| ----------- | --- | - | - | - | -- | -- | -- | --- |
| Hàn Quốc    | 2   | 1 | 1 | 0 | 11 | 5  | +6 | 3   |
| Hồng Kông   | 2   | 1 | 1 | 0 | 7  | 5  | +2 | 3   |
| Afghanistan | 2   | 0 | 0 | 2 | 4  | 12 | −8 | 0   |

| Hàn Quốc                                                  | 3 – 3 | Hồng Kông                                             |
| --------------------------------------------------------- | ----- | ----------------------------------------------------- |
| Park Il-Kap 20' · Chung Kook-Chin 64' · Sung Nak-Woon 78' |       | Chu Wing Wah 2' · Lo Keng Chuen 63' · Lee Yuk Tak 76' |

| Afghanistan | 2 – 8 | Hàn Quốc |
| ----------- | ----- | --- |
|             |       | Choi Chung-Min 7' · Choi Kwang-Seok 22' · Sung Nak-Woon 23', 45', 55', 80' · Chung Nam-Sik 42' · Chung Kook-Chin 45', 49', 75' |

| Afghanistan | 2 – 4 | Hồng Kông |
| ----------- | ----- | --------- |
|             |       |           |

### Vòng đấu loại trực tiếp
|  | Bán kết            | Bán kết  |                       |   | Tranh huy chương vàng | Tranh huy chương vàng |
|  |                    |          |                       |   |                       |                       |
|  | 7 tháng 5          |          |                       |   |                       |                       |
|  |                    |          |                       |   |                       |                       |
|  | Trung Hoa Dân Quốc | 4        |                       |   |                       |                       |
|  | Trung Hoa Dân Quốc | 4        | 8 tháng 5             |   |                       |                       |
|  | Indonesia          | 2        |                       |   |                       |                       |
|  | Indonesia          | 2        | Trung Hoa Dân Quốc    | 5 |                       |                       |
|  | 7 tháng 5          |          | Trung Hoa Dân Quốc    | 5 |                       |                       |
|  |                    | Hàn Quốc | 2                     |   |                       |                       |
|  | Miến Điện          | Hàn Quốc | 2                     | 2 |                       |                       |
|  | Miến Điện          |          |                       | 2 |                       |                       |
|  | Hàn Quốc (h.p.)    | 2        |                       |   |                       |                       |
|  | Hàn Quốc (h.p.)    | 2        | Tranh huy chương đồng |   |                       |                       |
|  |                    |          |                       |   |                       |                       |
|  | 8 tháng 5          |          |                       |   |                       |                       |
|  |                    |          |                       |   |                       |                       |
|  | Indonesia          | 4        |                       |   |                       |                       |
|  | Indonesia          | 4        |                       |   |                       |                       |
|  | Miến Điện          | 5        |                       |   |                       |                       |

#### Bán kết
| Trung Hoa Dân Quốc                                            | 4 – 2 | Indonesia                |
| ------------------------------------------------------------- | ----- | ------------------------ |
| Lee Tai-fai 10', 75' · Yiu Cheuk-yin 20' · Chu Wing-keung 32' |       | Witarsa 5' · Siregar 71' |

| Miến Điện | 2 – 2 (s.h.p.) | Hàn Quốc                               |
| --------- | -------------- | -------------------------------------- |
|           |                | Kang Chang-Gi 18' · Choi Chung-Min 71' |

#### Tranh huy chương đồng
| Indonesia                        | 4 – 5 | Miến Điện |
| -------------------------------- | ----- | --------- |
| Tee San Liong · Dhalhar · Ramang |       |           |

#### Tranh huy chương vàng
| Trung Hoa Dân Quốc                                                  | 5 – 2 | Hàn Quốc                     |
| ------------------------------------------------------------------- | ----- | ---------------------------- |
| Yiu Cheuk-yin · Chu Wing-keung ' (ph.đ.) · Sze To-man · Ho Ying-fan |       | Choi Chung-Min · Park Il-Kap |

### Huy chương vàng
| 'Vô địch Bóng đá nam Asiad 1954 Đài Loan Lần thứ nhất |